# Avaradi, Gokak
Avaradi là một làng thuộc tehsil Gokak, huyện Belgaum, bang Karnataka, Ấn Độ.
Diện tích của ngôi làng là 893,08 ha, và có tổng số dân là 2.656 người, trong đó có 1.291 nam và 1.365 nữ. Tỷ lệ biết chữ tại làng Avaradi là 47,82%, với 55,23% nam và 40,81% nữ biết chữ. Ngôi làng có khoảng 444 ngôi nhà. 
Thị trấn Mahalingpur, cách Avaradi khoảng 8 km, là địa điểm gần nhất để giao lưu tất cả các hoạt động kinh tế chính của làng.